# Khokhrapar
Khokhrapar (aussi Khokhropar, en ourdou : کھوکھراپار) est une ville frontalière située au Pakistan dans le district de Tharparkar de la province de Sindh. 

## Géographie
La ville se situe à une altitude de 71 mètres.

## Transports
La gare-frontière ferroviaire de Zero Point, entre le Pakistan et l'Inde, est située à huit kilomètres à l'ouest de la ville.